# Спаспорубське сільське поселення
Спаспору́бське сільське поселення (рос. Спаспорубское сельское поселение) — муніципальне утворення у складі Прилузького району Республіки Комі, Росія. Адміністративний центр — село Спаспоруб.

## Населення
Населення — 744 особи (2017, 886 у 2010, 1113 у 2002, 1391 у 1989).

## Склад
До складу поселення входять такі населені пункти:
| Населений пункт           | Населення, осіб (1989) | Населення, осіб (2002) | Населення, осіб (2010) |
| ------------------------- | ---------------------- | ---------------------- | ---------------------- |
| Керес, присілок           | 25                     | 6                      | -                      |
| Куліга, присілок          | 95                     | 89                     | 51                     |
| Плесо, присілок           | 32                     | 19                     | 8                      |
| Поруб, присілок           | 72                     | 47                     | 37                     |
| Поруб-Кеповська, присілок | 126                    | 103                    | 64                     |
| Ракинська, присілок       | 51                     | 39                     | 26                     |
| Спаспоруб, село           | 841                    | 694                    | 605                    |
| Урнишевська, присілок     | 149                    | 116                    | 95                     |